# جان دواموند
جان دواموند (انگلیسی: John Drummond؛ زادهٔ ۱۵ مارس ۱۸۶۹) بازیکن فوتبال اهل بریتانیا است.
از باشگاه‌هایی که در آن بازی کرده‌است می‌توان به باشگاه فوتبال لیورپول، باشگاه فوتبال پرستون نورث اند، باشگاه فوتبال شفیلد یونایتد، و باشگاه فوتبال بارنزلی اشاره کرد.